# Lijst van wapens van voormalige Friese gemeenten
Dit artikel bevat een lijst van wapens van voormalige Friese gemeenten. De lijst is alfabetisch gesorteerd.

## A

Wapen van Aengwirden

## B

Wapen van Baarderadeel
Wapen van Barradeel
Wapen van Het Bildt
Wapen van Bolsward (1818)
Wapen van Bolsward (1955)

## D

Wapen van Dokkum
Wapen van Dongeradeel
Wapen van Doniawerstal

## F

Wapen van Ferwerderadeel
Wapen van Franeker
Wapen van Franekeradeel (1816)
Wapen van Franekeradeel (1984)

## G

Wapen van Gaasterland
Wapen van Gaasterland-Sloten

## H

Wapen van Haskerland
Wapen van Hemelumer Oldephaert en Noordwolde
Wapen van Hemelumer Oldeferd
Wapen van Hennaarderadeel
Wapen van Hindeloopen

## I

Wapen van Idaarderadeel
Wapen van IJlst

## K

Wapen van Kollumerland en Nieuwkruisland

## L

Wapen van Leeuwarderadeel
Wapen van Lemsterland
Wapen van Littenseradeel

## M

Wapen van Menaldumadeel

## N

Wapen van Nijefurd

## O

Wapen van Oostdongeradeel

## R

Wapen van Rauwerderhem

## S

Wapen van Schoterland
Wapen van Skarsterlân
Wapen van Sloten (1818)
Wapen van Sloten (1918)
Wapen van Sneek
Wapen van Stavoren

## T

Wapen van Tietjerksteradeel

## U

Wapen van Utingeradeel

## W

Wapen van Westdongeradeel
Wapen van Wonseradeel
Wapen van Workum
Wapen van Wymbritseradeel (1818)
Wapen van Wymbritseradeel (1975)
Wapen van Wymbritseradeel (1984)